# Idaea oenopus
Idaea oenopus är en fjärilsart som beskrevs av Oswald Beltram Lower 1902. Idaea oenopus ingår i släktet Idaea och familjen mätare. Inga underarter finns listade i Catalogue of Life.